# Nick Evans (baseball)
Pour les articles homonymes, voir Nick Evans et Evans.
Nicholas R. Evans (né le 30 janvier 1986 à Glendale, Arizona, États-Unis) est un joueur de champ extérieur et de premier but des Diamondbacks de l'Arizona de la Ligue majeure de baseball. 

## Carrière
Nick Evans est drafté en cinquième ronde par les Mets de New York en 2004. Dans les ligues mineures, Evans est essentiellement employé comme joueur de premier but, avec d'occasionnelles présences en défensive au champ extérieur et au troisième coussin. Cependant, le titulaire au premier but à New York est Carlos Delgado en 2008 et Daniel Murphy en 2009. Ils cèdent la place en 2010 à un jeune joueur prometteur, Ike Davis. Par conséquent, c'est surtout un poste de voltigeur qui attend Evans lors de ses brefs séjours avec les Mets au cours de ces trois saisons.
Evans joue son premier match dans les majeures avec New York le 24 mai 2008 et se signale immédiatement en frappant trois doubles en quatre présences au bâton dans une victoire de 9-2 des Mets sur les Rockies du Colorado. Son premier coup sûr dans les majeures est réussi aux dépens du lanceur Jeff Francis. Le 31 août suivant, Evans claque son tout premier coup de circuit dans les grandes ligues, face à Scott Olsen, des Marlins de la Floride. En 50 matchs à son premier passage dans les majeures, Evans maintient une moyenne au bâton de ,257 avec deux circuits et neuf points produits. Douze de ses vingt-huit coups sûrs sont pour plus d'un but.
Jouant principalement pour les clubs-écoles de ligues mineures des Mets à Binghampton (Ligue Eastern) et Bisons de Buffalo (Ligue internationale) en 2009 et 2010, Nick Evans fait de brèves apparitions avec les Mets, disputant respectivement 30 et 20 parties avec le grand club.
En 2011, il joue 59 parties des Mets, son plus haut total depuis son entrée dans les majeures. Il bat ses records personnels de coups sûrs (45), circuits (4) et points produits (25) en une saison. Il devient agent libre à l'automne. Le 30 novembre, Evans signe un contrat des ligues mineures avec les Pirates de Pittsburgh. Il passe cependant toute la saison 2012 en ligues mineures.
Evans participe au camp d'entraînement des Dodgers de Los Angeles en 2013 mais ceux-ci le retranchent le 18 mars, avant le début de la saison. Le 28 mars suivant, il signe un contrat avec les Diamondbacks de l'Arizona.